# Rob d'Ac
Robert Menot dit Rob d'Ac est un dessinateur, affichiste et illustrateur français, né le 22 février 1891 à Acy-en-Multien (Oise) et mort le 15 décembre 1963 à Grenoble.

## Biographie
À sa naissance, son père est constructeur, mécanicien. Voyant sa vocation de peintre contrariée par ce dernier, Robert Menot suit des études d'ingénieur à l'École Breguet (ESIEE Paris), puis à l'IEG de Grenoble.
De 1911 à 1919, il fait son service militaire, puis est envoyé au front durant la Grande Guerre. Il sert dans le génie militaire où il est chargé des lignes de communications. Promu sergent en 1917, sa conduite lui vaut la remise de la Croix de guerre avec étoile de bronze.
Après la guerre, marié et père de deux filles, il s'engage dans diverses activités avant d'être embauché pour trois mois en 1925 comme dessinateur aux ateliers de dessin Plumereau à Paris.
Les gaz de combat de la Première Guerre mondiale lui ayant causé des séquelles, son médecin lui recommande le bon air. Il retourne donc à Grenoble avec sa famille, et s'y installe définitivement.
Il ouvre alors un atelier à l'enseigne Rob d'Ac (contraction de "ROBert D'ACy"), travaux d'arts publicitaires, qui est ainsi un des premiers à Grenoble. Sa production s'étendra du milieu des années 1920 au milieu des années 1950, et sera représentative de la vie économique, sociale, culturelle et associative de la région Rhône-Alpes. Durant toute sa carrière il poursuivra des recherches sur la couleur et sur le lettrage.
Il est inhumé en 1963 à Andance (Ardèche), village dont son épouse est originaire.

## Expositions
- En 1925, il participe à l'exposition des Arts décoratifs de Paris[2],[6].

- Une exposition posthume lui est consacrée à Grenoble en 2015[7],[8].

## Œuvre
Rob d'Ac a produit principalement des affiches, des caricatures et des ouvrages qu'il a illustrés.

### Affiches
Outre les innombrables affiches qu'il réalise pour des entreprises et des commerces spécifiquement grenoblois, certaines sont de portée plus large :
Air France, Arthaud (maison d'édition), Avialube (lubrifiants), Berliet (véhicules), Bonal (apéritif), BP (carburants), 1re Foire exposition de Grenoble (1930), 3e Foire de Grenoble (1932), Le Petit Dauphinois (journal), Ligue contre le cancer, Merlin Gerin (appareillage électrique), Oisans (tourisme), Petit Bateau (vêtements), Royal Pathé (cinéma), Société d'électrochimie (entreprise), Sports d'hiver en Dauphiné (tourisme), Teisseire (boissons), Valisère (sous-vêtements), ciments de la Porte de France, Villard-de-Lans (tourisme).
Certaines affiches sont déclinées en petits formats pour être insérés dans des revues (Vie alpine, Automobile-club), des brochures, des menus, ou pour la production de plaques émaillées.
Il a publié un recueil de ses œuvres, document iconographique.

### Ouvrages
- De 1932 à 1938, il réalise pour le compte de la fédération des syndicats d'initiative une quinzaine de couvertures en couleurs pour des albums touristiques régionaux, qui seront reliés afin d'en faire quelques ouvrages. Vu leur format (30 cm x 44 cm), ces couvertures, sous serpentes, peuvent aisément devenir des affiches murales. Les régions présentées par ces albums vont de « Artois Flandre Picardie » à « Côte d'Azur et Corse »[11].

- Il illustre plusieurs ouvrages non publicitaires :

Les Deux petits Robinsons de la Grande-Chartreuse, de Jules Taulier, F. Dardelet, 1926.
Les aventures de Pinocchio,  de Carlo Collodi, Arthaud, 1941, 2e éd. 1946, illustré de 70 dessins et 5 hors-texte.
Trois œuvres de la comtesse de Ségur : Les malheurs de sophie – Les petites filles modèles - Les vacances, Arthaud, 1942.
Coup de trois, de Roger-L. Lachat et Paul Plançon, Arthaud, 1944.
Aux bords du Rhône, de Gabriel Faure, Arthaud, 1948.
Le dernier des Mohicans, de Fenimore Cooper,  Arthaud, 1945, 2e éd. 1948.
Les animaux s'écrivent, [suivi de] Lettrines, de Rob d'Ac, inspiré par Jules Renard, éditions Voix d'encre, 1998. Œuvre posthume de calligraphie en deux parties : représentation des animaux familiers des Histoires naturelles de Jules Renard, chaque animal étant dessiné avec les lettres de son nom (« zoogrammes » ou « ani-mots »), suivie d'une création personnelle d'alphabet exécuté à la gouache avec une palette de couleurs vives.

## Collections publiques
On trouve des œuvres de Rob d'Ac dans les établissements publics suivants :
- Deux ouvrages illustrés par lui sont détenus par des bibliothèques de la ville de Paris :

À L'Heure joyeuse :  Les Deux petits Robinsons de la Grande-Chartreuse, 1926.
À la bibliothèque de l'hôtel de ville de Paris : Aux bords du Rhône, 1948.
- À  la Bibliothèque nationale de France à Paris, site Richelieu : Affiche Du raisin en bouteille : Caves Reynier, 1930[21].
- Au Musée dauphinois, Grenoble, musée départemental :

Dans ses collections : Affiche 25e exposition de la société des amis des arts, 1932.
Dans sa bibliothèque :
Brochure Dauphiné : tourisme, sports, villégiatures, 1re moitié XXe siècle
Ouvrage illustré Aux bords du Rhône, 1941

## Distinctions et hommages
- Croix de guerre 1914–1918, étoile de bronze (novembre 1918)[3].
- En 1925, il obtient une médaille d'or à l'exposition des Arts décoratifs de Paris[2],[6].
- Les amis de Rob d'Ac est une association créée en 1998, qui a pour objet la conservation, la gestion et la promotion de l'œuvre artistique de Rob d'Ac[24].